# Milan Dudić
Milan Dudić (Servisch: Милан Дудић) (Kraljevo, 1 november 1979) is een voetballer (verdediger) met de Servische nationaliteit.

## Carrière

### Servië
In 1998, op 18-jarige leeftijd, begon Milan Dudić zijn professionele voetbalcarrière bij FK Čukarički. Na drieënhalf jaar gespeeld te hebben bij Čukarički werd hij transfervrij overgenomen door stadsgenoot Rode Ster Belgrado, waar hij zich ontwikkelde tot een vaste waarde in de verdediging. In 2004 én 2006 won hij 'de dubbel' met Rode Ster.

### Oostenrijk
Ondanks het feit dat Everton belangstelling voor hem toonde, besloot Dudić zijn carrière voort te zetten bij Red Bull Salzburg. Tijdens de zomer van 2006 kochten de Oostenrijkers hem voor een transferbedrag van ongeveer één miljoen euro weg bij Rode Ster. Milan Dudić tekende een contract voor drie seizoenen bij de club uit Salzburg. Tijdens zijn eerste seizoen in Oostenrijk was Dudić met zijn club meteen succesvol, het kampioenschap werd binnengehaald. De Servische verdediger was dat seizoen een van de vaste waarden bij Red Bull Salzburg. De volgende twee seizoenen komt Dudić aan minder speeltijd toe, maar is hij nog altijd een regelmatige basisspeler van de Oostenrijkse topclub.

## Nationaal Elftal
Door zijn prestaties bij Rode Ster, groeide Dudić uit tot international van het team van Servië & Montenegro, welke ook deel nam aan het WK in Duitsland. Dudić speelde 2 wedstrijden op dat WK, in totaal heeft hij 13 interlands achter zijn naam staan. Sinds de onafhankelijkheid van Servië en het ontstaan van het Servisch voetbalelftal, speelde de verdediger tot nu toe geen enkele wedstrijd meer voor zijn land.

## Statistieken
| seizoen | club                 | land                 | competitie          | wed. | goals |
| ------- | -------------------- | -------------------- | ------------------- | ---- | ----- |
| 1999/00 | FK Čukarički         | Joegoslavië          | Meridian Superliga  | 23   | 2     |
| 2000/01 | FK Čukarički         | Joegoslavië          | Meridian Superliga  | 28   | 3     |
| 2001/02 | FK Čukarički         | Joegoslavië          | Meridian Superliga  | 13   | 0     |
| 2001/02 | Rode Ster Belgrado   | Joegoslavië          | Meridian Superliga  | 3    | 0     |
| 2002/03 | Rode Ster Belgrado   | Servië en Montenegro | Meridian Superliga  | 26   | 3     |
| 2003/04 | Rode Ster Belgrado   | Servië en Montenegro | Meridian Superliga  | 23   | 3     |
| 2004/05 | Rode Ster Belgrado   | Servië en Montenegro | Meridian Superliga  | 23   | 1     |
| 2005/06 | Rode Ster Belgrado   | Servië en Montenegro | Meridian Superliga  | 28   | 3     |
| 2006/07 | SV Red Bull Salzburg | Oostenrijk           | T-Mobile Bundesliga | 30   | 2     |
| 2007/08 | SV Red Bull Salzburg | Oostenrijk           | T-Mobile Bundesliga | 20   | 1     |
| 2008/09 | SV Red Bull Salzburg | Oostenrijk           | T-Mobile Bundesliga | 9    | 1     |
| 2009/10 | SV Red Bull Salzburg | Oostenrijk           | T-Mobile Bundesliga | 13   | 1     |
| 2010/11 | SV Red Bull Salzburg | Oostenrijk           | T-Mobile Bundesliga | 14   | 2     |
|         |                      |                      | Totaal              | 253  | 22    |

## Erelijst
- Kampioen Servië & Montenegro: 2004, 2006
- Winnaar Beker Servië & Montenegro: 2004, 2006
- Kampioen Oostenrijk: 2007, 2009, 2010

1 Scherpen ·
2 Johnston ·
4 Stanković ·
5 Wüthrich ·
6 Borković ·
8 Prass ·
9 Włodarczyk ·
10 Kiteisjkili ·
11 Sarkaria ·
14 Serrano ·
15 Bøving ·
16 Jaroš ·
17 Teixeira ·
18 Biereth ·
19 Horvat ·
20 Jatta ·
21 Stückler ·
22 Gazibegović ·
24 Lavalée ·
25 Hierländer  ·
27 Haider ·
28 Schnegg ·
29 Fuseini ·
31 Marić ·
35 Geyrhofer ·
38 Grgic ·
40 Bignetti ·
42 Affengruber ·
43 Obi ·
44 Danté ·
Coach: Ilzer